# Evry Grand Roque
Evry Grand Roque – francuski klub szachowy z siedzibą w Évry, mistrz kraju z 2009 roku.

## Historia
Klub został założony pod nazwą Grand Roque na początku lat 70., w późniejszym czasie zmieniono nazwę na Evry Grand Roque. W 2004 roku zadebiutował w Top 16. W inauguracyjnym sezonie w najwyższej lidze francuskiej zespół zajął dziesiąte miejsce, a rok później pierwszy raz w historii awansował do grupy mistrzowskiej, w której zajął czwartą pozycję. W 2009 roku klub zdobył tytuł mistrza Francji. W składzie drużyny znajdowali się wówczas m.in. Piotr Swidler, Hikaru Nakamura i Maxime Vachier-Lagrave. Róenież w 2009 roku klub zadebiutował w Pucharze Europy, zajmując wówczas 17. miejsce (zwycięstwa z Moss SK, SC Utrecht,  SK1968 i KSK Rochade Eupen-Kelmis oraz porażki z Beer Sheva Chess Club, Tomsk-400 i SzSM-64 Moskwa). W sezonie 2010 zespół zdobył tytuł wicemistrza kraju. Z kolei w europejskich rozgrywkach francuski zespół zajął  35. pozycję, odnosząc zwycięstwa nad Shqiponją Stanoc, Betsson.com i Asker SK oraz przegrywając z SPBSzF Petersburg, Werderem Brema, Gros XT i Wieśninką Mińsk. W latach 2011–2012 Evry Grand Roque zajmował trzecie miejsce w lidze krajowej. W sezonie 2016 klub spadł z ligi. Do pierwszej ligi francuskiej powrócił rok później. Po zakończeniu sezonu 2018 ponownie spadł, po czym przystąpił do Nationale II (trzeci poziom). Następnie wycofał się z rozgrywek ligowych.
Klub zdobył mistrzostwo Francji kobiet w latach 2006, 2010, 2011, 2013 i 2016.

## Arcymistrzowie w historii klubu
- Michael Adams[19]
- Slim Belkhodja[20]
- Oleksandr Bortnyk[21]
- Fabiano Caruana[19]
- Jean-Luc Chabanon[22]
- Pia Cramling[20]
- Władimir Czuczełow[23]
- Jean-Marc Degraeve[24]
- Josif Dorfman[25]
- Pawło Eljanow[25]
- François Fargère[26]
- Serhij Fedorczuk[5]
- Sébastien Feller[23]
- Tigran Gharamian[26]
- Stephen Gordon[26]
- Arnaud Hauchard[23]
- Vüqar Həşimov[22]
- Gilberto Hernández Guerrero[27]
- Robert Hübner[28]
- Andrei Istrățescu[26]
- Artur Jusupow[28]
- Artur Kogan[20]
- Lê Quang Liêm[19]
- Cyril Marcelin[22]
- Wiktor Moskalenko[27]
- Jules Moussard[21]
- Hikaru Nakamura[5]
- Igor-Alexandre Nataf[19]
- Illa Nyżnyk[29]
- Micha’el Oratowski[30]
- Éloi Relange[24]
- Marie Sebag[29]
- Piotr Swidler[5]
- Władisław Tkaczow[19]
- Maxime Vachier-Lagrave[23]
- Jarosław Żerebuch[29]